# A Knight of the Seven Kingdoms (série de televisão)
A Knight of the Seven Kingdoms é uma futura série de televisão  americana de drama e fantasia criada por George R. R. Martin. É uma prequela de Game of Thrones (2011–2019), sendo a terceira série de televisão da franquia A Song of Ice and Fire de Martin. A série é baseada nas novelas de Tales of Dunk and Egg e é estrelado por Peter Claffey como Sor Duncan, o Alto, o cavaleiro andante titular, e Dexter Sol Ansell como Egg.
A primeira temporada da série terá seis episódios e será lançada na HBO e na Max em 2026.

## Elenco

### Principal
- Peter Claffey como Dunk / Sor Duncan, o Alto, um cavaleiro andante.
- Dexter Sol Ansell como Egg / Príncipe Aegon Targaryen, um príncipe da dinastia Targaryen e escudeiro de Dunk.
- Finn Bennett como Príncipe Aerion "Chamaviva" Targaryen, um príncipe da dinastia Targaryen e irmão mais velho de Egg.
- Bertie Carvel como Príncipe Baelor "Quebra-lanças" Targaryen, herdeiro do Trono de Ferro e Mão do Rei de Daeron II.
- Tanzyn Crawford como Tanselle, uma marionetista dornesa.
- Daniel Ings como Sor Lyonel Baratheon, um cavaleiro conhecido como "Tempestade Risonha" e herdeiro da Casa Baratheon.
- Sam Spruell como Príncipe Maekar Targaryen, irmão mais novo de Baelor e pai de Egg.

### Convidado
- Ross Anderson como Sor Humfrey Hardyng, um cavaleiro da Casa Hardying.
- Edward Ashley como Sor Steffon Fossoway, um cavaleiro da Casa Fossoway de Cider Hall.
- Henry Ashton como Daeron "O Bêbado" Targaryen, irmão mais velho de Egg e Aerion.
- Youssef Kerkour como Steely Pate, um ferreiro vindo do Campina.
- Daniel Monks como Sor Manfred Dondarrion, um cavaleiro da Casa Dondarrion de Blackhaven.
- Shaun Thomas como Raymun Fossoway, primo e escudeiro de Steffon.
- Tom Vaughan-Lawlor como Plummer, o administrador de Ashford.
- Steve Wall como Lorde Leo "Espinholongo" Tyrell, o Lorde de Jardim de Cima.
- Danny Webb como Sor Arlan de Pennytree, um cavaleiro andante e mentor de Dunk.

## Produção

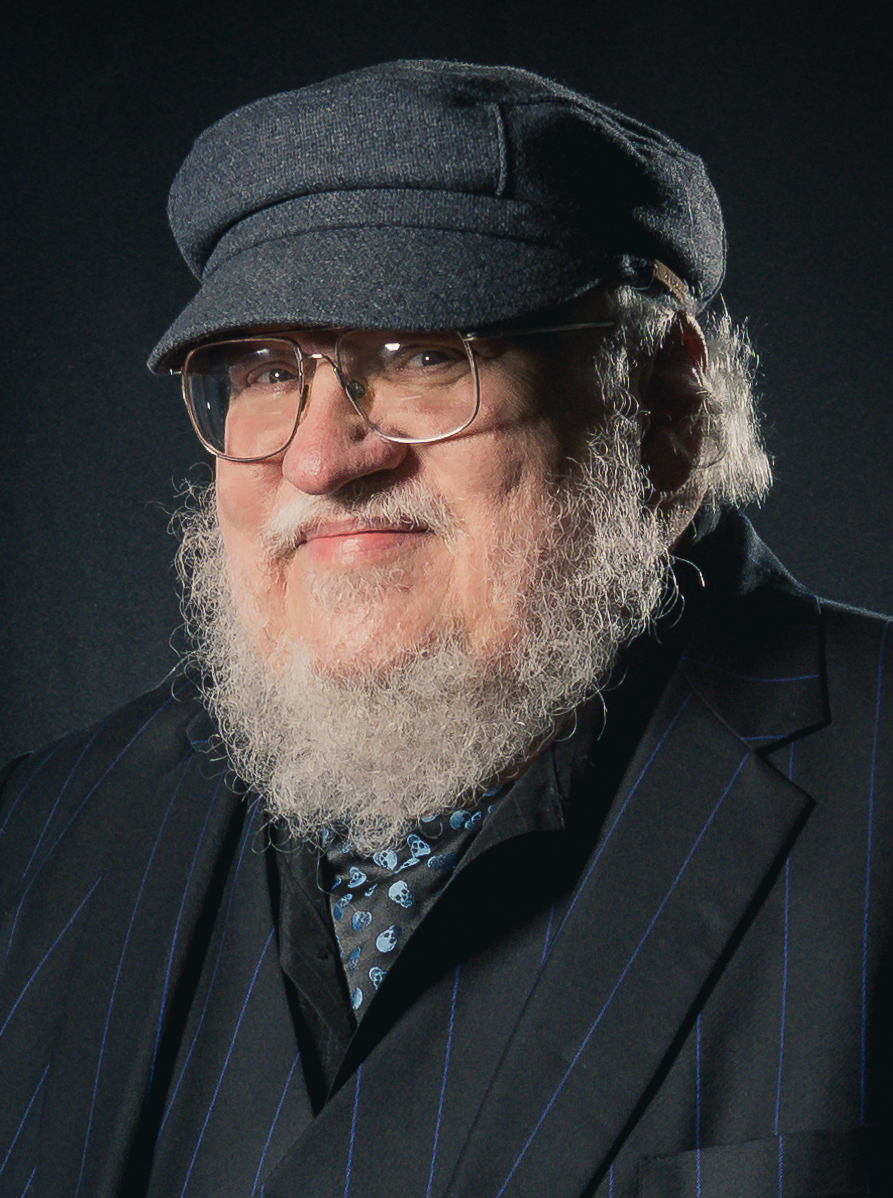
Criador do programa e produtor executivo George RR Martin

### Desenvolvimento
A HBO anunciou que estava desenvolvendo uma nova série de televisão prequela de Game of Thrones em janeiro de 2021. A série segue as aventuras de Sor Duncan, o Alto, e um jovem Aegon V Targaryen, apelidado de Egg, e é baseada nas novelas de George R. R. Martin que constituem os Tales of Dunk and Egg, ocorrendo 90 anos antes de A Song of Ice and Fire. Houve relatos de que Steven Conrad foi contratado para escrever a série em novembro de 2021. A série recebeu uma encomenda oficial da HBO em abril de 2023. Naquela época, Ira Parker, um escritor da primeira temporada de House of the Dragon, já havia escrito o roteiro de um episódio piloto. O elenco começou a ser selecionado em outubro de 2023, com planos de começar as filmagens em 2024. Em fevereiro de 2024, o CEO da Warner Bros. Discovery, David Zaslav, confirmou que a série havia começado a pré-produção e que Martin estava atuando como criador e produtor executivo. 
Em maio, Owen Harris foi contratado para dirigir os três primeiros episódios da série e servir como produtor executivo, definindo o tom da série. Em junho, Sarah Adina Smith foi anunciada para dirigir três dos seis episódios da primeira temporada.

### Seleção de elenco
Em abril de 2024, os papéis principais foram escalados, Peter Claffey como sor Duncan, o Alto, e Dexter Sol Ansell como Egg. Em junho, foi anunciado que Finn Bennett, Bertie Carvel, Tanzyn Crawford, Daniel Ings e Sam Spruell se juntaram ao elenco como o príncipe Aerion Targaryen, príncipe Baelor Targaryen, Tanselle, sor Lyonel Baratheon e príncipe Maekar Targaryen, respectivamente.   Em agosto, Edward Ashley, Henry Ashton, Youssef Kerkour, Daniel Monks, Shaun Thomas, Tom Vaughan-Lawlor e Danny Webb foram escalados como sor Steffon Fossoway, Daeron Targaryen, Steely Pate, sor Manfred Dondarrion, Raymun Fossoway, Plummer e sor Arlan de Pennytree, respectivamente. 

### Filmagem
A produção começou em junho de 2024 em Belfast, Irlanda do Norte.

## Lançamento

### Transmissão
A primeira temporada da série está prevista para ser lançada na HBO e Max no início de 2026 e terá seis episódios.  

### Promoção
Em 4 de agosto de 2024, a HBO lançou a primeira prévia da série, como parte do anúncio da rede sobre os próximos programas originais.  

## Links externos
- A Knight of the Seven Kingdoms. no IMDb.